# Johan Rudolf Åkerlund
Johan Rudolf Åkerlund, J.R. Åkerlund, född 6 juli 1851 i Funbo socken, Uppsala län, död 18 september 1907 i Borås, var en svensk ingenjör.
Åkerlund blev student vid Uppsala universitet 1870 och var elev vid Teknologiska institutet i Stockholm 1876–78. Han var vikarierande lektor i matematik och mekanik vid Stockholms gymnasium 1878–79, första underlärare i geometri och aritmetik vid Tekniska skolan i Stockholm 1879–80, vikarierande lektor i matematik och fysik vid Tekniska elementarskolan i Borås 1880–1901, ingenjör vid Borås telefonförening och därmed sammanhängande nät i Marks och Kinds härader 1883–1900, lärare i elektroteknik vid lägre tekniska yrkesskolan i Borås från 1898, lektor i matematik och fysik vid Tekniska elementarskolan i Borås från 1901 och t.f. rektor där tidvis 1903–05. Han utgav De absoluta enheterna och därur härledda praktiska, mekaniska och elektriska enheter (1897) samt medverkade i tidningar och i matematiska tidskrifter.